# QuizDuello
QuizDuello è un videogioco sviluppato da FEO Media e pubblicato su App Store, Google Play e Windows Phone Store.

## Storia
A poche settimane dal rilascio, avvenuto il 9 gennaio 2014, il gioco era stato tradotto in nove lingue, totalizzando circa 10 milioni di download.
Il 27 gennaio 2014 FEO Media annuncia di aver tradotto il gioco in altre due lingue e di aver superato i 15 milioni di download.
Al 7 maggio 2015 il gioco, disponibile in più di 21 lingue, è stato scaricato da 50 milioni di giocatori.

## Modalità di gioco
Il gioco è basato su un sistema di sfide online: per iniziare una partita il giocatore dovrà obbligatoriamente trovare un avversario da sfidare, che potrà essere scelto casualmente dal sistema fra gli utenti online, scelto da una lista di amici impostata dal giocatore o scelto fra gli amici di Facebook.
Ciascuna partita è divisa in sei turni, consistenti ognuno in tre domande a tempo da 20 secondi ciascuna, il punteggio finale è dato dalla somma dei punteggi ottenuti nei singoli turni.
Il gioco implementa una chat da cui è possibile scambiare messaggi con l'avversario.
Le domande si dividono in 19 categorie (ciascuna delle quali con un'immagine figurativa):
- A tavola (immagine: un prosciutto, un formaggio, un grappolo d'uva, una bottiglia di vino e un bicchiere semipieno di tale bevanda, poi, un formaggio e un bicchiere di birra)
- Arte & Cultura (comprende anche musical e danza; immagine: Il pensatore di Rodin)
- Attualità (immagine: il numero 2000 composto da disegni vari, tra cui l'attentato dell'11 settembre)
- Benessere & Salute (immagine: l'uomo vitruviano)
- Economia & Politica (immagine: un giudice statunitense che batte il martelletto, in secondo piano una bilancia)
- Fede & Superstizioni (immagine: la Creazione di Adamo di Michelangelo)
- Flora & Fauna (immagine: una tigre distesa su una roccia)
- Fumetti & Cartoni (comprende anche manga e anime; immagine: una mano chiusa a pugno con un anello recante la lettera "Q" al dito medio)
- Il Corso degli Eventi (storia; immagine: sullo sfondo c'è una parte del Colosseo)
- In Giro per il Mondo (geografia; immagine: un aereo rosso e bianco che sfreccia intorno al mondo)
- L'angolo della musica (immagine: una chitarra elettrica)
- La Settima Arte (cinema; immagine: due pellicole cinematografiche, di cui una mostra Joker, l'altra Jack e Rose sulla nave di Titanic)
- Lingua & Letteratura (immagine: tre grandi libri ingialliti uno sopra l'altro, di cui l'ultimo è aperto)
- Scienza (immagine: una donna in camice bianco che osserva una provetta contenente un liquido verde; sullo sfondo c'è una piccola immagine della Terra e del Sole)
- Sport (immagine: un pallone da calcio, i cinque anelli olimpici, due guanti da boxe e un peso cilindrico)
- Tecnologia (immagine: un moderno razzo che sfreccia verso l'alto)
- Telefilm (immagine: una televisione che mostra una scena tratta dall'episodio 5x08 del telefilm Friends)
- Varietà & informazione (immagine: la scritta "Hollywood" e una macchina fotografica con flash)
- Videogiochi (immagine: un'icona di un gamepad del NES e il gioco Tetris in secondo piano)

Inoltre, attraverso la sezione Scrivi una domanda, i giocatori possono suggerire nuove domande, che, dopo essere state verificate dallo staff, sono implementate nel gioco. Per sbloccare la corona reale è necessario suggerire almeno cinque domande.
Con i successivi aggiornamenti dell'applicazione sono state introdotte nuove caratteristiche, sia nella grafica - sono state cambiate ad esempio le immagini che caratterizzano le materie - sia nella modalità di gioco: nell'estate 2015 è stata infatti aggiunta la modalità "strategica" in cui ciascun giocatore ha a disposizione degli aiuti per rispondere alle domande (eliminazione di due opzioni, percentuale di scelta degli altri giocatori, possibilità di indicare due risposte). 
Con gli aggiornamenti è stato anche introdotto un sistema di valutazione delle domande del gioco e di correzione delle domande che sono state inviate dagli altri utenti ma che non sono ancora state aggiunte al database usato per le partite. Quest'ultimo nell'estate 2015 contava circa 30 000 domande.

## Versioni
Il gioco è distribuito in due versioni: una gratuita, contenente varie limitazioni, ed una "PREMIUM" a pagamento, priva di pubblicità e senza limiti di partite, con ulteriori funzioni aggiuntive quali le statistiche di gioco, la modifica del proprio avatar e dei colori del gioco.
Per la piattaforma Android sono disponibili le due versioni separatamente, mentre per iOS viene distribuita un'unica versione, della quale le funzioni della versione PREMIUM sono sbloccabili con l'acquisto.

### Lingue e domini
| Nome                      | Dominio      | Lingua             | Paese                    | Note                       |
| ------------------------- | ------------ | ------------------ | ------------------------ | -------------------------- |
| Duel Quiz                 | .fr          | francese           | Francia (bandiera)       | [ 6 ] [ 7 ] [ 8 ]          |
| QuizClash (퀴즈클래시)    | .co.kr / .jp | coreano            | Corea del Sud (bandiera) | [ 9 ] [ 10 ]               |
| QuizClash                 | .co.uk / .uk | inglese britannico | Regno Unito (bandiera)   | [ 11 ] [ 12 ] [ 13 ]       |
| QuizClash                 | .com / .us   | inglese americano  | Stati Uniti (bandiera)   | [ 14 ] [ 15 ] [ 16 ]       |
| QuizDello (QuiZ對壘)      | .com / .cn   | cinese             | Taiwan (bandiera)        | [ 17 ] [ 18 ]              |
| QuizDesi (प्रश्नोत्तरीद्वंद्वयुद्ध) | .in          | hindi              | India (bandiera)         | [ 19 ] [ 20 ]              |
| Quizduel                  | .nl          | olandese           | Paesi Bassi (bandiera)   | [ 21 ] [ 22 ] [ 23 ]       |
| Quizduell                 | .de          | tedesco            | Germania (bandiera)      | [ 24 ] [ 25 ] [ 26 ]       |
| QuizDuello                | .it          | italiano           | Italia (bandiera)        | [ 27 ] [ 28 ] [ 29 ]       |
| Quizkampen                | .dk          | danese             | Danimarca (bandiera)     | [ 30 ] [ 31 ] [ 32 ]       |
| Quizkampen                | .no          | norvegese          | Norvegia (bandiera)      | [ 33 ] [ 34 ] [ 35 ]       |
| Quizkampen                | .se          | svedese            | Svezia (bandiera)        | [ 2 ] [ 36 ] [ 37 ] [ 38 ] |
| QuizReto                  | .es          | spagnolo           | Spagna (bandiera)        | [ 39 ] [ 40 ] [ 41 ]       |
| Quizwanie                 | .pl          | polacco            | Polonia (bandiera)       | [ 42 ] [ 43 ]              |

## Classifiche
Inizialmente il giocatore poteva consultare due classifiche, direttamente dall'applicazione:
- In Punteggio il software elaborava una classifica dei 50 migliori giocatori per ciascuna lingua, calcolando il punteggio di ciascun giocatore in base a un ranking ELO simile a quello utilizzato per gli scacchi.
- In Domande dei giocatori i giocatori erano elencati in base al numero di domande suggerite ed approvate.

Successivamente, con gli aggiornamenti dell'app, le classifiche sono diventate 3: oltre a quella dei giocatori con il maggior numero di domande accettate compaiono la classifica dei 50 migliori giocatori nella versione classica,  la classifica dei migliori 50 tra i propri amici nella versione classica.

## Premi
| Anno | Cerimonia           | Categoria        | Risultato   |
| ---- | ------------------- | ---------------- | ----------- |
| 2013 | Swedish Game Awards | Best Mobile Game | Candidato/a |